# Sarubobo

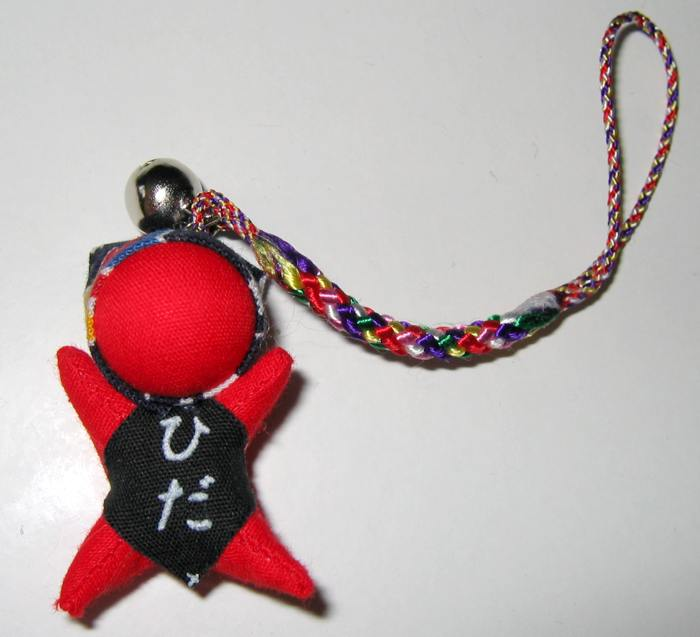
Un minuscolo sarubobo, venduto come accessorio per Telefono Cellulare

Un sarubobo (さるぼぼ?) è un amuleto giapponese, solitamente associato con la città di Takayama nella Prefettura di Gifu.
I Sarubobo sono bamboline dalla forma umana e di colore rosso, privi di volto, costruite in più formati e misure. Tradizionalmente, i sarubobo sono doni gentilizi delle nonne verso i nipoti, ma possono anche essere donati come auspicio per un matrimonio felice e figli buoni ad una figlia maritata da poco.

## Etimologia
Sarubobo, tradotto letteralmente dal giapponese, significa "cucciolo di scimmia": saru significa "scimmia", mentre bobo è una forma dialettale di Takayama per "infante".
Ci sono alcuni motivi per cui l'amuleto è così nominato, ed è associato con tre desideri:
- Protezione dal male: in giapponese, la parola "lasciare" si traduce con saru, quindi possedere un sarubobo permetterà ai possessori di "lasciare" le cose malvagie.
- Dimora felice e buon marito: en è un altro modo di dire saru e in giapponese una casa felice è una kanai enman mentre un buon marito è ryo-en.
- Una nascita priva di doglio: il parto delle scimmie è privo di dolore.

Il volto del sarubobo è rosso come quello delle scimmiette nasciture.

## La ragione per cui manca il volto al sarubobo
Le bambole sarubobo non hanno faccia e non è chiaro il perché di questa caratteristica. Una possibile spiegazione è che essendo un artefatto originariamente realizzato dai genitori in casa non c'era bisogno che fossero precise.
Un'altra teoria suggerisce che l'assenza del volto permetta al possessore di immaginarlo: quando il possessore è triste, si può immaginare il sarubobo anch'esso rattristato.

## Sarubobo moderni
Oggi i sarubobo sono popolari come regali a Takayama e sono disponibili in numerosi colori e formati, con addirittura una bambolina modello Hello Kitty vestita come un sarubobo.
Ogni colore corrisponde ad un diverso auspicio:
- "Sarubobo" rosso - per avere fortuna nel matrimonio, per la fertilità e il parto.
- Sarubobo blu - per avere successo al lavoro o a scuola.
- Sarubobo rosa - per avere fortuna in amore.
- Sarubobo verde - per stare bene ed in salute.
- Sarubobo giallo - per arricchirsi.
- Sarubobo nero - per proteggersi dalla sfortuna.

Ci sono anche sarubobo differenti chiamati tobibobo.